# Verwaltungsgemeinschaft Region Wurzbach
In der Verwaltungsgemeinschaft Region Wurzbach im heutigen thüringischen Saale-Orla-Kreis hatten sich die Stadt Wurzbach und sechs Gemeinden zur Erledigung ihrer Verwaltungsgeschäfte zusammengeschlossen. Verwaltungssitz war Wurzbach.

## Die Gemeinden
- Grumbach
- Heberndorf
- Heinersdorf
- Oßla
- Titschendorf
- Weitisberga
- Wurzbach, Stadt

## Geschichte
Die Verwaltungsgemeinschaft wurde am 12. Oktober 1994 aus fünf zuvor selbständigen und zwei der Verwaltungsgemeinschaft Heinersdorf angehörenden Gemeinden gegründet. Sämtliche beauftragenden Gemeinden der Verwaltungsgemeinschaft wurden durch die Gemeindegebietsreform in Thüringen vom 1. Juli 1999 nach Wurzbach eingemeindet.

### Einwohnerentwicklung
Entwicklung der Einwohnerzahl (Stand: jeweils 31. Dezember):
| - 1994: 4386 - 1995: 4311 - 1996: 4299 | - 1997: 4201 - 1998: 4133 |

 Datenquelle: Thüringer Landesamt für Statistik